# Sognsvann
Der Sognsvann ist ein See in der Marka von Norwegens Hauptstadt Oslo an der nördlichen Stadtgrenze. Der Sognsvann war in den Jahren 1876 bis 1967 Trinkwasser-Reservoir. Am südlichen Ende liegt auf einer Moräne der letzten Eiszeit Sognsvann gård, die Grenze, bis zu der in der letzten Eiszeit fast der Meeresspiegel reichte.
Der Name des Gewässers sogn kommt wahrscheinlich von einer Ableitung des Verbums suge = saugen.
Der See ist ein beliebtes Naherholungsgebiet, es gibt Gelegenheiten zum Grillen, Schwimmen, zu Beach-Volleyball oder anderen Freizeitvergnügungen. Nicht weit entfernt gibt es einige Sehenswürdigkeiten, wie beispielsweise Minen und Reste von Erzen zur Gewinnung von Eisen sowie eine „schwedische Mauer“, die von schwedischen Kriegsgefangenen im 19. Jahrhundert errichtet wurde. Der Wanderweg rund um den See ist für Rollstuhlfahrer und für Fußgänger reserviert, während Fahrradfahrer die Straße etwas weiter weg vom Wasser benutzen müssen.
Der Sognsvann ist auch geeignet für Lauftraining und Joggen, der Kurs hat eine Länge von 3258 Meter. Im Sommer gibt es wöchentlich ein Rennen im Uhrzeigersinn um den See herum. Auch der Oslo-Triathlon – und andere beliebte Aktivitäten für Sportler und Outdoor-Liebhaber – finden am und auf dem Sognsvann statt. Im Winter gibt es Gelegenheit zum Schlittschuhlaufen und Eisfischen. Außerdem beginnen hier im Winter mehrere Langlauf-Loipen, unter anderem auch eine "Lysløype", also ein Loipe, welche künstlich beleuchtet ist, wodurch man sie auch nachts benutzen kann.
Man gelangt zum Sognsvann aus der Stadtmitte Oslo mit der Oslo T-bane Nr. 5, der Sognsvann-Bahn, bis zur gleichnamigen Endstation.

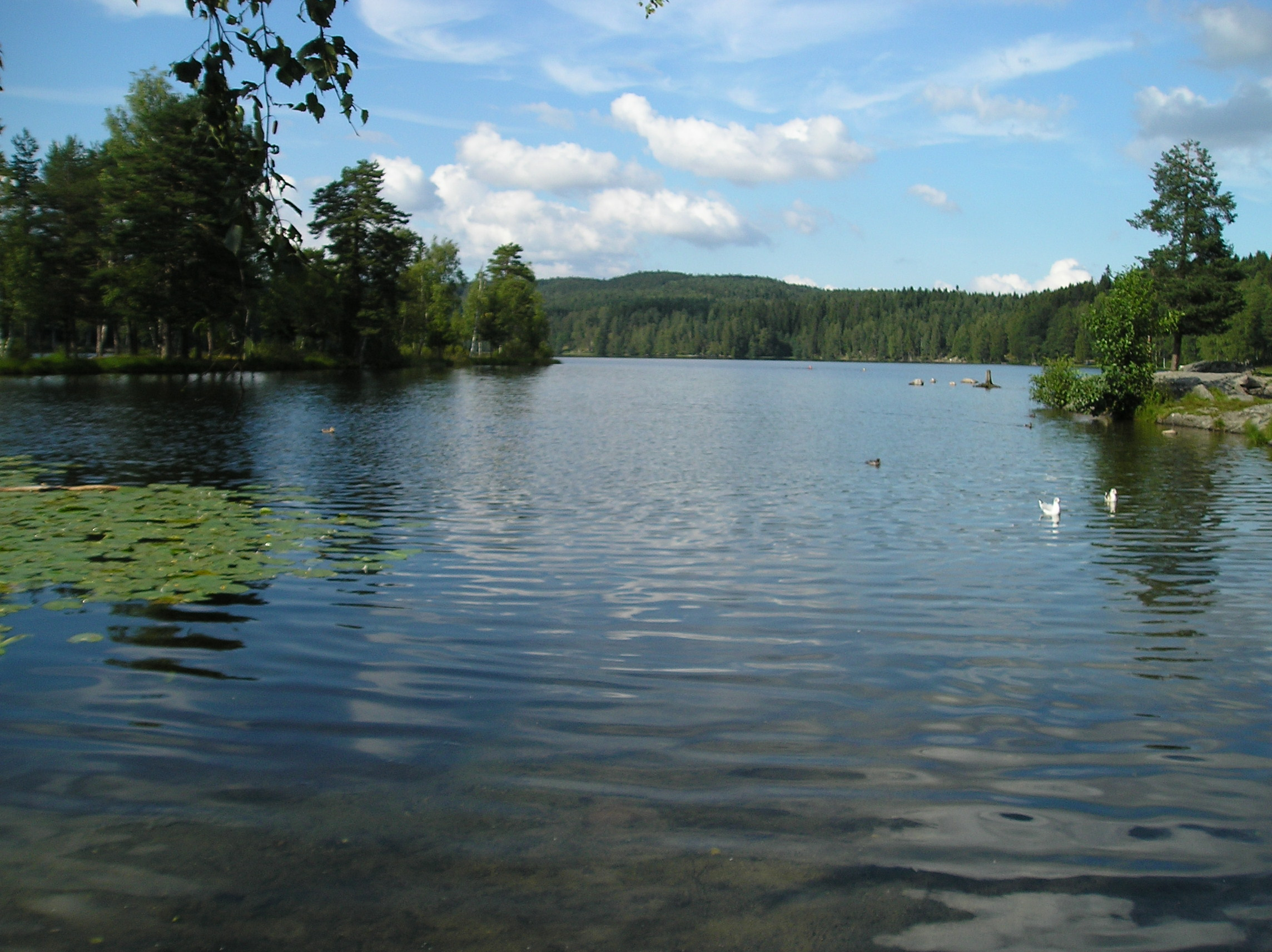
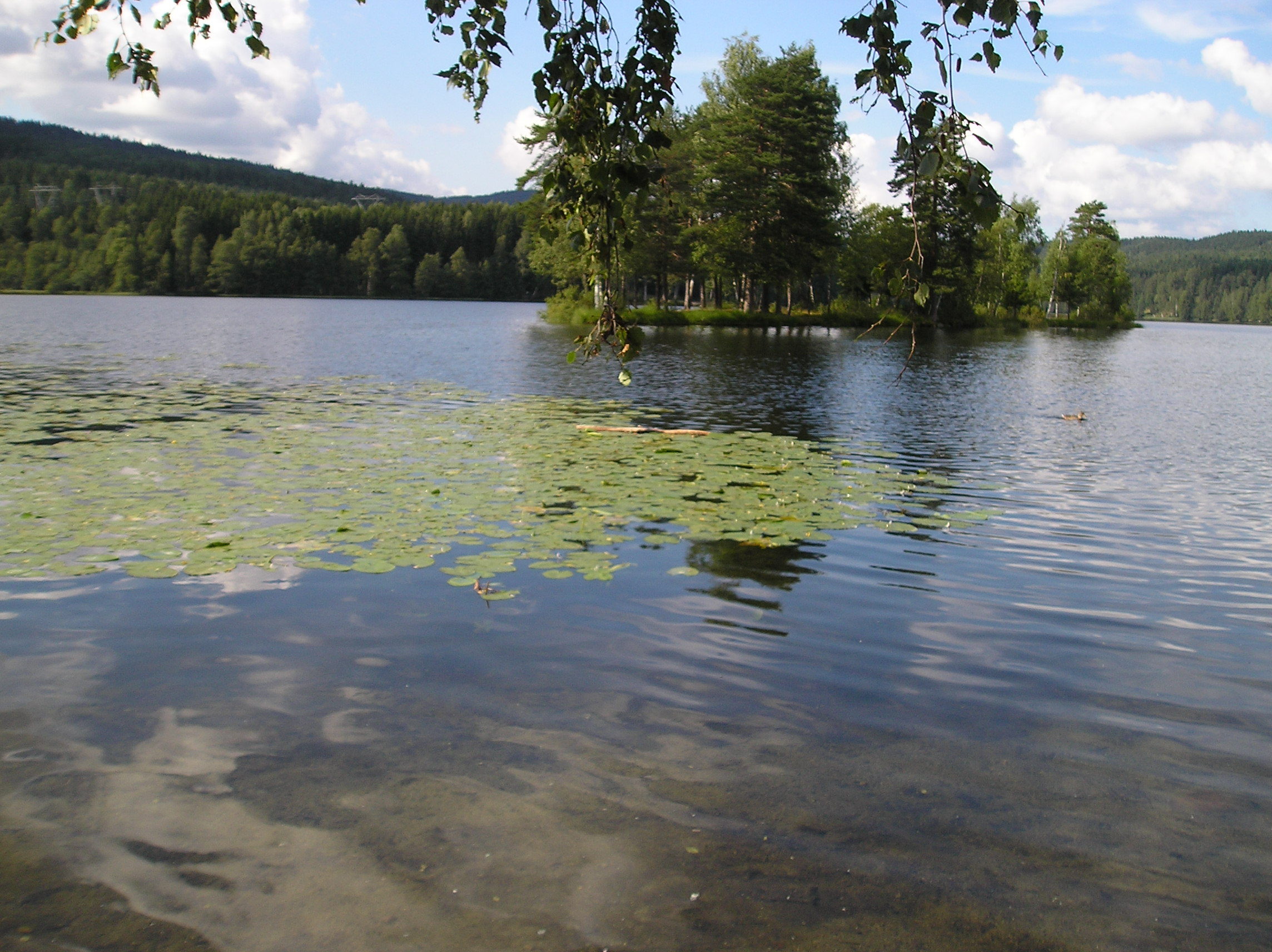
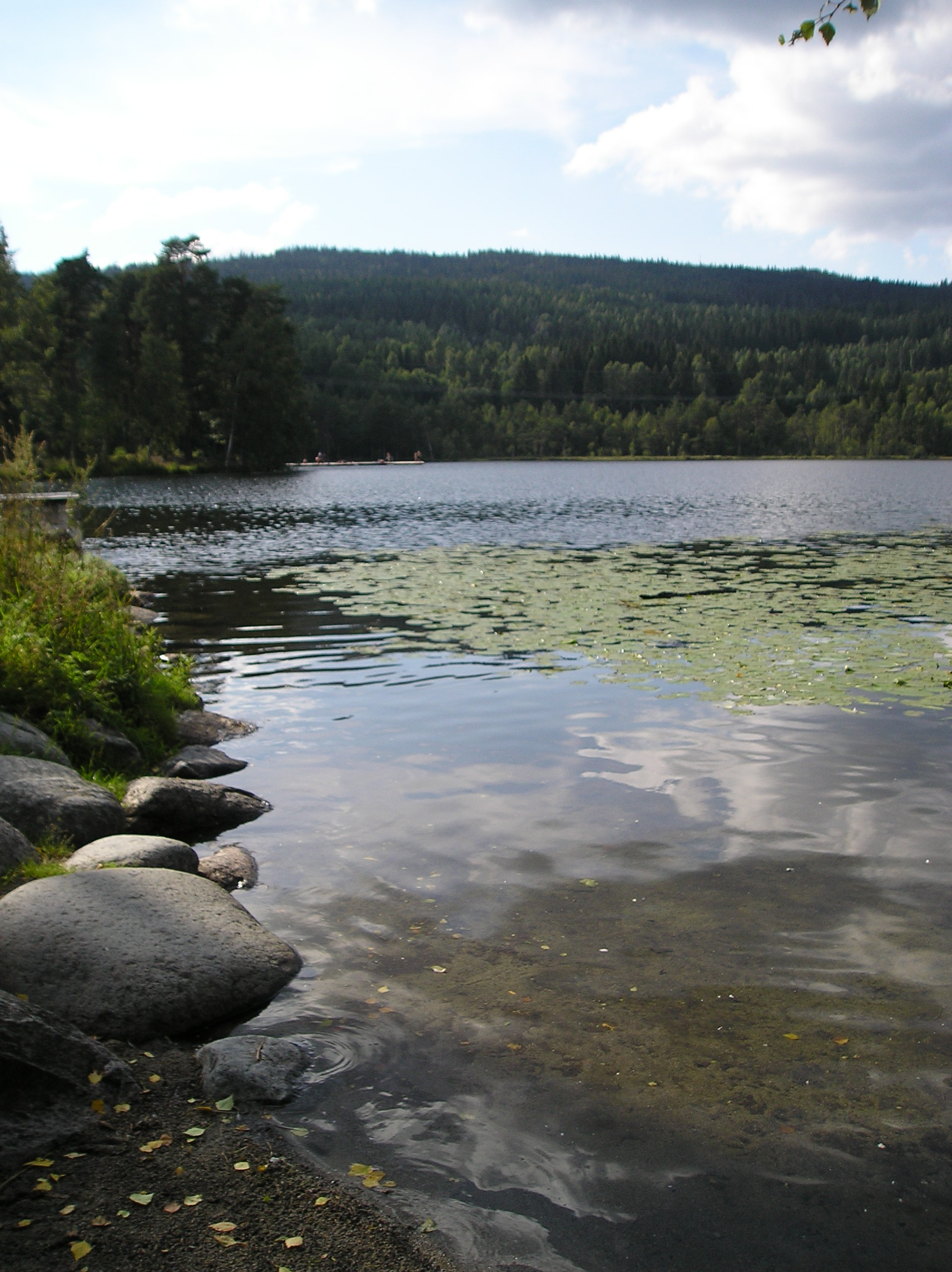